# Oppenheim (Kölner Familie)

Wappen derer von Oppenheim

Die Familie derer von Oppenheim ist eine aus dem rheinland-pfälzischen Oppenheim stammende Unternehmerfamilie, die unter anderem bereits im Frankfurt des 18. Jahrhunderts im Bankgeschäft tätig war. Sie sind ein Zweig der jüdischen Familie Oppenheimer, die auf Amschel Oppenheim († nach 1505 in Worms) zurückgehen. Die Familie Oppenheim war bis zum Verkauf im Oktober 2009, für 1,3 Milliarden Euro, Eigentümer des Bankhauses Sal. Oppenheim jr & Cie. Bis dahin war Sal. Oppenheim mit einer Bilanzsumme von 41,4 Milliarden Euro und über 350 Milliarden Euro an verwaltetem Kapital das größte unabhängige Bankhaus in Europa. Unternehmerisch tätig war die Familie auch bei der Colonia Versicherung, welche die Familie von Oppenheim im Jahr 1989 für 3 Milliarden DM verkaufte. 820 Millionen DM des Verkaufserlöses wurden als zusätzliches Eigenkapital der Bank verwendet, die restlichen 2,18 Milliarden DM an die Familie ausgezahlt.
Laut Forbes’ Familiendynastien teilt die Familie von Oppenheim ihr Milliardenvermögen auf 46 Mitglieder auf.

## Geschichte
Das Geschlecht beginnt seine Stammreihe mit Samuel Oppenheim, Kaufmann in Worms, der um 1550 geboren und vor 1601 gestorben ist.
1740 siedelte ein Mitglied der Familie aus Frankfurt am Main nach Bonn über, wo der Kurfürst Clemens August ihn – neben anderen jüdischen Kaufleuten – als Hoffaktoren und -lieferanten einsetzte und schützte. Der in Bonn geborene Salomon Oppenheim junior gründete 1789 ein Wechsel- und Kommissionsgeschäft, das sich zum Bankhaus Oppenheim und 1904 zur Privatbank Sal. Oppenheim entwickelte.
Simon Oppenheim, Bankier in Köln und königlich preußischer Geheim-Kommerzienrat, wurde 1868 als Ritter des Eisernen Kronenordens 2. Klasse in den österreichischen und preußischen Freiherrenstand erhoben.
1798 setzten die französischen Revolutionstruppen unter Napoleon den Kurfürsten des Kurfürstentums Köln ab, dessen Hauptstadt Bonn war. In Köln und allen von ihnen annektierten linksrheinischen Gebieten führten die Franzosen die Religionsfreiheit ein. Damit konnten sich erstmals seit 400 Jahren Juden in Köln niederlassen. Daraufhin zog Oppenheim zum damals bedeutenden Bankenplatz Köln um, wo unter anderen das Bankhaus J. H. Stein (1790) und der A. Schaaffhausen’sche Bankverein (seit 1791) ihren Sitz hatten. Als Salomon Oppenheim 1828 starb, führte seine Witwe Therese die Geschäfte mit ihren Söhnen Simon und Abraham Oppenheim fort. Abraham heiratete 1834 Charlotte Beyfus, eine Enkelin von Mayer Amschel Rothschild, der das Bankhaus der Rothschilds gegründet hatte.

## Eigentümerfamilie
Die Nachkommen von Eduard von Oppenheim (1831–1909) und Amalie Heuser (1835–1903) waren bis zum Verkauf an die Deutsche Bank im Jahr 2009 die Eigentümer des Bankhauses. Im August 1954 lagen alle Kommanditistenanteile bei zehn Gesellschaftern um Gräfin Emmy Arco-Valley (geb. Freiin von Oppenheim), Victoria von Frankenberg-Ludwigsdorf (geb. Freiin von Oppenheim), Dr. Stanislaus Graf Strachwitz, Karin Baronin von Ullmann (geb. Freiin von Oppenheim), Ingrid Freiin von Oppenheim, Friedrich Carl Freiherr von Oppenheim, Wolf Graf von Bredow, Clemens Carl Freiherr von Wrede, sowie bei den Nachkommen von Robert Pferdmenges, Heinz Pferdmenges und Ilse Bscher. Victoria von Frankenberg und Ludwigsdorf starb im selben Jahr. Ihre Tochter Alix-May Gräfin von Faber-Castell beerbte sie. Georg Baron von Ullmann, der 1953 Karin Freiin von Oppenheim geheiratet hatte, wurde nach 1954 neuer Teilhaber und blieb dies bis zu seinem Tod im Jahr 1972.

## Wappen
Blasonierung des Wappens von 1868: Unter blauem Schildeshaupt, darin ein von goldenen Strahlen umgebener silberner Stern, in Rot eine von je einer goldenen Krone beseitete eingebogene schwarze Spitze, darin ein silberner Anker mit Tau. Auf dem Helm mit rechts rot-silbernen und links schwarz-silbernen Decken ein offener, mit goldenen Kleestengeln belegter, rechts schwarzer und links roter Flug. Schildhalter sind zwei allegorische Frauengestalten.
Der Wahlspruch lautet: Integritas, Concordia, Industria

## Stammliste

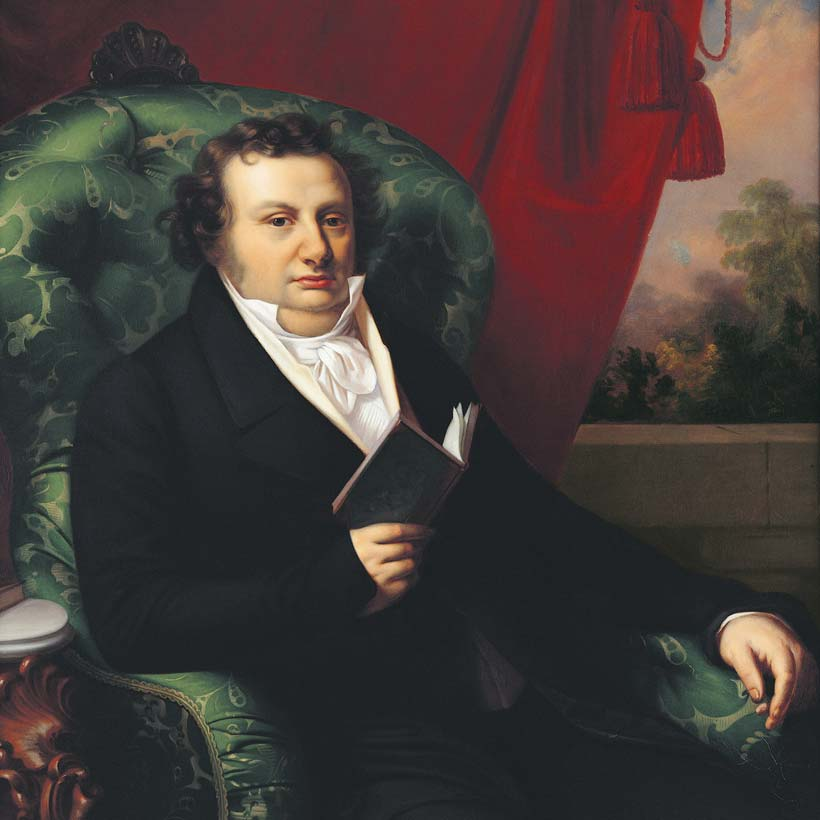
Joseph Weber, Salomon Oppenheim junior

1. Hertz Salomon Oppenheim (1752–1832) ⚭ Helene Seligmann
  1. Salomon Oppenheim junior (1772–1828), Gründer des Bankhauses Oppenheim, ⚭ Therese Stein (1775–1842), Bankteilhaberin seit 1828
    1. Helene Oppenheim (1798–1891), 1813 ⚭ Bénoît Fould, Bankier in Paris
    2. Charlotte Oppenheim (1801–1836), ⚭ Jacob Adolph Ratisbonne, Bankier in Straßburg
    3. Isaac Oppenheim (früh verstorben)
    4. Bertha (Betty) Oppenheim (1802–1872), ⚭ Heinrich David Hertz, Kaufmann in Hamburg
      1. Gustav Ferdinand Hertz (1827–1914), Jurist
        1. Heinrich Hertz (1857–1894), Physiker
        2. Gustav Theodor Hertz (1858–1904), Rechtsanwalt in Hamburg, ⚭ Anna Auguste Arning
          1. Gustav Hertz (1887–1975), Physiker, ⚭ Ellen Dihlmann
            1. Carl Helmut Hertz (1920–1990), Physiker

    5. Simon von Oppenheim (1803–1880), Bankteilhaber seit 1828, 1867 österreichischer Adelsstand, ⚭ Henriette Obermayer (1812–1885)
      1. Eduard von Oppenheim (1831–1909), 1859 protestantisch, Bankteilhaber 1880–1904, ⚭ Amalie Heuser (1835–1903)
        1. Ada Georgine Eveline von Oppenheim (1862–1944), Bankteilhaberin 1887–1934 ⚭ Graf Gisbert von Bredow (1859–1924)
          1. Wolf Ferdinand Alfred Georg von Bredow (1888–1966), Bankteilhaber 1910–1950
            1. Wolf Graf von Bredow, Bankteilhaber 1952–2009

        2. Emmy Henriette Melanie von Oppenheim (1869–1957), Bankteilhaberin 1887–1957, ⚭ Maximilian Graf von Arco-Valley (1849–1911)
          1. Anton Graf von Arco-Valley (1897–1945), ⚭ Maria-Gabrielle von Arco-Zinneberg (1910–1987)
            1. Maria von Arco-Valley (1935–1987), Bankteilhaberin 1960–1987, ⚭ Rudolf Apponyi de Nagy-Appony (1940–2002)
            2. Max Joseph von Arco-Valley (1942–1942)

        3. Victoria von Oppenheim (1871–1954), Bankteilhaberin 1887–1954, ⚭ Alexander von Frankenberg und Ludwigsdorf (1861–1911)
          1. Alix-May von Frankenberg und Ludwigsdorf (1907–1979), Bankteilhaberin 1954–1977, ⚭ Roland Graf von Faber-Castell (1905–1978)
            1. Hubertus Graf von Faber-Castell (1934–2007), Bankteilhaber 1977–1992, ⚭ Liselotte Baecker (* 1939)
              1. Caroline Gräfin von Faber-Castell (* 1961) ⚭ Dr. Michael Gotzens (* 1958)
                1. Antonia Gotzens
                2. Alessandra Gotzens
                3. Nicholas Gotzens

              2. Floria-Franziska von Faber-Castell (* 1969) ⚭ Heinrich Donatus Landgraf und Prinz von Hessen (* 1966)
                1. Moritz von Hessen
                2. Paulina von Hessen
                3. August von Hessen

              3. Patrick Alexander Graf von Faber-Castell (* 1964) ⚭ Mariella Ahrens (* 1969)
                1. Lucia Maria Christina von Faber-Castell (* 2007)

        4. Simon Alfred Franz Emil von Oppenheim (1864–1932), Bankteilhaber seit 1893, ⚭ Florence Mathews Hutchins (1868–1935)
          1. Eberhard von Oppenheim (1890–1962), Bankteilhaber 1922–1932, ⚭ 1) Anneliese Oetker (1904–1989), geschieden 1929; ⚭ 2) Helene Gräfin von Hardenberg (1910–1996)
            1. Manfred von Oppenheim (1924–1996), Bankteilhaber 1956–1993, ⚭ Carla Siempelkamp (1926–2022)
              1. Nicolaus von Oppenheim (* 1956) ⚭ Karin Gerhard (1961–2019)
                1. Laura von Oppenheim
                2. Franziska von Oppenheim
                3. Theresa von Oppenheim

              2. Balbina von Bremen

          2. Waldemar von Oppenheim (1894–1952), Bankteilhaber 1922–1952, ⚭ Gabriele Goldschmidt (1902–1988)
            1. Karin von Oppenheim (1922–2009),[7] ⚭ Georg von Ullmann (1922–1972), Bankteilhaber 1954–1972
              1. Georg von Ullmann (* 1953) ⚭ Corinna van Meeteren  (* 1956)
                1. Leon von Ullmann
                2. Béla von Ullmann
                3. Philip von Ullmann

              2. Ilona Elisabeth Gabrielle von Ullmann (1953–2018) ⚭ Matthias Graf von Krockow (* 1949)
                1. Caroline von Krockow (* 1985)
                2. Yvonne von Krockow
                3. Alexandra von Krockow
                4. Albrecht von Krockow

          3. Friedrich Carl von Oppenheim (1900–1978), Bankteilhaber 1929–1978 ⚭ Ruth Freiin von Zedlitz und Leipe (1908–1988)
            1. Alfred (1934–2005), Bankteilhaber 1964–1993, ⚭ Jeane Wahl (* 1941)
              1. Victoria von Oppenheim (* 1963) ⚭ Aurel Scheibler
                1. Cosima Scheibler
                2. Constantin Scheibler
                3. Victor Scheibler

              2. Christopher von Oppenheim (* 1965), Bankteilhaber bis 2009 ⚭ Gabriele Mittelsten-Scheid (* 1967)
                1. August von Oppenheim
                2. Hugo von Oppenheim

              3. Alexandra von Oppenheim (* 1967) ⚭ Hans-Christoph Scheibler
                1. Johan Scheibler
                2. Gustav Scheibler

          4. Gisela von Oppenheim (1936–2023) ⚭ Guillermo von Sanden
            1. Federico von Sanden
            2. Christian von Sanden
            3. Friedrich Carl von Oppenheim (* 1937) ⚭ 1) Loyse de Rham (verunglückt); 2) Marie-Rose von Merey, gesch. van Exter
              1. Leonie von Oppenheim (* 1966) ⚭ Charles Booth-Clibborn
                1. Edwina Booth-Clibborn
                2. Celeste Booth-Clibborn
                3. Evelyn Booth-Clibborn
                4. Gisele Booth-Clibborn
                5. Theodore Booth-Clibborn

              2. Simon von Oppenheim ⚭ Alexandra de Gontaut-Biron
                1. Ludmilla von Oppenheim
                2. Waldemar von Oppenheim

              3. Florian von Oppenheim (* 1974) ⚭ Rotem Barr
                1. Caspar
                2. Ethan

      2. Albert (1834–1912), 1858 katholisch, Bankteilhaber 1880–1904, ⚭ Paula Engels (1837–1919)
        1. Max von Oppenheim (1860–1946), Diplomat und Orientalist, ⚭ Amalia Raitz von Frentz (1868–1955)
        2. Emil von Oppenheim (1862–1956), Bankteilhaber 1893–1912 ⚭ Maria Pergler von Perglas (1871–1959)
        3. Clara Maria Hubertina von Oppenheim (1870–1959) ⚭ Guido Graf von Matuschka-Greiffenklau (1847–1924)
          1. Richard Graf Matuschka-Greiffenclau (1893–1975)

      3. Henry Oppenheim (1835–1912) Bankteilhaber ⚭ Isabella Georgina Butler
      4. Emma von Oppenheim (* 18. Mai 1837 in Köln; † 28. Juli 1928 in Dresden) ⚭ Felix von Kaskel (1833–1894), Bankier, Mitbegründer der Dresdner Bank
        1. Karl von Kaskel (1866–1943), deutsch-jüdischer Komponist

    6. Abraham Oppenheim (1804–1878), Bankteilhaber seit 1828, 1868 preußischer Freiherrenstand ⚭ Charlotte Beyfus (1811–1887)
    7. Eveline Oppenheim (* 1805) ⚭ 1831 Ferdinand von Kusserow, Generalleutnant
    8. Euphrosine Oppenheim (1806–1871), ⚭ Asser
    9. Dagobert (David) Oppenheim (1809–1889), Unternehmer, Zeitungsherausgeber und Kunstmäzen
    10. Caroline Oppenheim (* 1811), ⚭ Moritz de la Parra, Bankier
    11. Arnold Oppenheim (1813–1884), Bankier in Amsterdam
    12. Alexander Oppenheim (1814–1903), Bankier in Amsterdam

  2. Seligmann Oppenheim (1775–1838) ⚭ Hanna Cohen (1780–1855)
  3. Abraham Oppenheim (1777–1853) ⚭ Dina Marx (1781–1862)
  4. Fanny Oppenheim (* 1788) ⚭ Abraham Herz
  5. Brendel Oppenheim